# Comuna Răbăgani, Bihor
Răbăgani este o comună în județul Bihor, Crișana, România, formată din satele Albești, Brătești, Răbăgani (reședința), Săliște de Pomezeu, Săucani și Vărășeni.

## Obiective turistice
- Rezervația naturală “Izvoarele mezotermale Răbăgani” (0,5 ha).
- Biserica de lemn din Brătești
- Biserica de lemn din Săliște de Pomezeu
- Biserica de lemn din Săucani

## Demografie
Componența etnică a comunei Răbăgani
     Români (94,34%)
     Romi (1,15%)
     Alte etnii (0,25%)
     Necunoscută (4,26%)
Componența confesională a comunei Răbăgani
     Ortodocși (89,08%)
     Penticostali (4,96%)
     Alte religii (1,5%)
     Necunoscută (4,46%)
Conform recensământului efectuat în 2021, populația comunei Răbăgani se ridică la 1.997 de locuitori, în scădere față de recensământul anterior din 2011, când fuseseră înregistrați 2.073 de locuitori. Majoritatea locuitorilor sunt români (94,34%), cu o minoritate de romi (1,15%), iar pentru 4,26% nu se cunoaște apartenența etnică. Din punct de vedere confesional, majoritatea locuitorilor sunt ortodocși (89,08%), cu o minoritate de penticostali (4,96%), iar pentru 4,46% nu se cunoaște apartenența confesională.

## Politică și administrație
Comuna Răbăgani este administrată de un primar și un consiliu local compus din 11 consilieri. Primarul, Călin-Ioan One[*], de la Partidul Național Liberal, este în funcție din octombrie 2020. Începând cu alegerile locale din 2024, consiliul local are următoarea componență pe partide politice:
|  | Partid                          | Consilieri | Componența Consiliului | Componența Consiliului | Componența Consiliului | Componența Consiliului | Componența Consiliului | Componența Consiliului |
|  | ------------------------------- | ---------- | ---------------------- | ---------------------- | ---------------------- | ---------------------- | ---------------------- | ---------------------- |
|  | Partidul Național Liberal       | 6          |                        |                        |                        |                        |                        |                        |
|  | Partidul Social Democrat        | 3          |                        |                        |                        |                        |                        |                        |
|  | Alianța pentru Unirea Românilor | 1          |                        |                        |                        |                        |                        |                        |
|  | Partidul PRO România            | 1          |                        |                        |                        |                        |                        |                        |